# Ross 154
Ross 154 (GJ 729) es actualmente la novena estrella más próxima al sistema solar a una distancia de 9,68 años luz.
De magnitud aparente +10,44, no es visible a simple vista y se encuentra en la constelación de Sagitario al noreste de Kaus Borealis (λ Sagittarii). Fue descubierta en 1925 por el astrónomo Frank Elmore Ross e incluida en su «Segunda lista de nuevas estrellas con movimiento propio».

## Características
Como muchas otras estrellas cercanas a nosotros, Ross 154 es una enana roja.
Tiene tipo espectral M3.5V y una temperatura efectiva de 3240 K.
Su masa apenas supone el 17 % de la masa solar mientras que su radio equivale al 20 % del que tiene el Sol.
Su luminosidad bolométrica —en todas las longitudes de onda— equivale al 0,4 % de la luminosidad solar.
Presenta una abundancia relativa de elementos más pesados que el helio aproximadamente la mitad que en el Sol.
La velocidad de rotación relativamente alta de Ross 154 —4 km/s—, indica que probablemente es una estrella joven, con una edad estimada inferior a 1000 millones de años. 
Estudios recientes utilizando el telescopio espacial Hubble y el telescopio Hale descartan la existencia de planetas jovianos y enanas marrones alrededor de Ross 154.
Las estrellas más cercanas a ella son la estrella de Barnard a 5,41 años luz, Lacaille 8760 a 7,4 años luz, y Gliese 674 a 7,7 años luz.
Dentro de 157 000 años, Ross 154 se acercará a solo 6,4 años luz del sistema solar.

## Variabilidad
Al ser una estrella fulgurante —experimenta aumentos bruscos de brillo que se manifiestan en todo el espectro electromagnético—, Ross 154 también es conocida por su denominación de variable V1216 Sagittarii. El tiempo medio que transcurre entre dos llamaradas importantes es de unos dos días, con un incremento típico en su brillo de 3-4 magnitudes durante una erupción.
La intensidad de su campo magnético es de 2,6 ± 0,3 kG.
Asimismo, es una fuente de rayos X cuya luminosidad en esta región del espectro es de 6,0 × 1027 erg/s, modesta para una enana roja activa.
El Observatorio Chandra constató una fuerte llamarada en Ross 154 que incrementó el conteo de rayos X en un factor de más de 100.